# L'alba della distruzione
L'alba della distruzione (Eve of Destruction) è un crossover che intreccia le testate X-Men: Legacy e Uncanny X-Men segnando il ritorno alle testate mutanti dello sceneggiatore Scott Lobdell, coadiuvato da Leinil Francis Yu, Salvador Larroca e Tom Raney ai disegni, con l'incarico di colmare il gap tra la precedente gestione e quella dei prossimi sceneggiatori Grant Morrison e Joe Casey. Pubblicato dalla Marvel Comics dall'aprile al giugno 2001, la storia si focalizza sull'imminente guerra che Magneto intende muovere contro il genere umano e sui piani degli X-Men per fermarlo.

## Trama
Curato il virus Legacy grazie al sacrificio di Colosso, Magneto si convince dell'incapacità di Xavier e dal suo sogno di garantire la pace e mantenere in vita la razza mutante e decide di rapire il vecchio amico crocifiggendolo in Magda Square, piazza principale di Genosha isola-nazione sotto il suo controllo, per mostrarlo come simbolo del fallimento della coesistenza pacifica. Inizia quindi una campagna di reclutamento prima fra i cittadini mutati dell'isola e poi fra i mutanti con lo scopo di scatenare l'esercito contro le nazioni che non riconosceranno la sua autorità. All'altro capo del mondo gli X-Men si ritrovano con solo pochi membri a disposizione poiché Tempesta, Bestia, Rogue, Psylocke, Sage, Alfiere e Thunderbird III hanno lasciato gli Stati Uniti alla ricerca dei Diari di Destiny, Cable e Shadowcat si sono ritirati ed Angelo ha preso un periodo di riposo; tocca quindi a Ciclope e Wolverine introdursi in segreto a Genosha per aiutare Polaris ad evacuare gli umani rimasti indietro mentre Jean Grey recluta una nuova squadra di mutanti da mettere in prima linea: Omerta e Spettro, rispettivamente un ex-marines di Brooklyn ed un adolescente di Boston, Northstar ex-membro di Alpha Flight, Frenzy accolita di Magneto e ambasciatrice di Genosha presso l'ONU e Pira Ardente, sorella di Sole Ardente a cui Jean aveva chiesto aiuto. Mentre il gruppo si prepara a partire l'arrivo di Dazzler coglie tutti di sorpresa poiché la si credeva nel Mojoverso assieme al marito Longshot ad accudire gli X-Babies. In volo, Jean connette tutti alla mente dell'ultima arrivata scoprendo che Mojo ha cercato di dare vita ad un programma intitolato "L'Era di Apocalisse" utilizzando baby-versioni di Apocalisse, Bestia Nera, Olocausto e Sugar Man che finiscono per rivoltarsi contro di lui uccidendo apparentemente Longshot e costringendo Dazzler alla fuga. A Genosha intanto, Amelia Voght, vecchia amica e amore di Xavier nonché accolita di Magneto, teme per le sorti del paese se la politica del suo signore dovesse tradursi in una guerra mondiale contro gli umani e comincia a porsi domande sulla sua fedeltà alla causa. Il gruppo di X-Men viene sorpreso in volo e il jet smembrato facendo precipitare tutti al centro di Magda Square dove Magneto rivela di aver guidato la loro caduta con i suoi poteri e li sfida personalmente a battersi, secondo Frenzy troppo egocentro per nascondersi dietro il suo esercito, mettendoli fuori gioco a uno a uno ed uccidendo Dazzler fino a che l'arrivo di Wolverine e Ciclope ribalta la situazione svelando anche il piano di Jean: Dazzler approfittando del momento in cui Magneto le ha rivolto contro i suoi poteri per ucciderla ha preso il posto di Xavier sulla croce schermandosi con un ologramma mentre Amelia soccorreva il vecchio amico e Jean e gli altri creavano confusione. Ormai conscio di aver perduto il proprio vantaggio senza l'elmetto a schermarlo dai poteri di Xavier, Magneto fa in tempo a proclamare che la sua sconfitta non è la fine del conflitto fra umani e mutanti prima di venire infilzato dagli artigli di Wolverine. Reggendo il corpo sanguinante dell'amico, Xavier chiede ai genoshani di riporre l'ascia di guerra e vivere secondo morale. Ritornati a casa, le reclute rifiutano di restare mentre Dazzler declina l'offerta di aiuto per il Mojoverso; rimasti soli, Jean, Ciclope e Xavier accettano la proposta di Wolverine di bersi un drink per celebrare la vittoria.

## Controversie
La breve gestione di Lobdell è dovuta alla nomina di Joe Quesada ad Editor-In-Chief della Marvel ed al suo desiderio di affidare le testate X-Men e Uncanny X-Men rispettivamente a Grant Morrison e Joe Casey il prima possibile. Ciò ha anche comportato la modifica delle trame ideate da Lobdell che non potendosi evolvere come pianificate sono state abbandonate a metà: è il caso delle baby-versioni di Apocalisse, Bestia Nera, Olocausto e Sugar Man, della morte di Longshot e del caos nel Mojoverso poi ignorate dai successivi sceneggiatori; la cancellazione dell'albo Giant Sized X-Men n. 3 che avrebbe dovuto mostrare più in dettaglio il reclutamento dei nuovi X-Men attuato da Jean Grey ed approfondito la storia di Dazzler prima del suo ritorno; Lobdell avrebbe anche voluto approfondire le motivazioni che hanno indotto Amelia Voght a tradire la causa di Magneto liberando Xavier, invece ne ha solo accennato lasciando che tutto si risolvesse off-panel.